# Reco

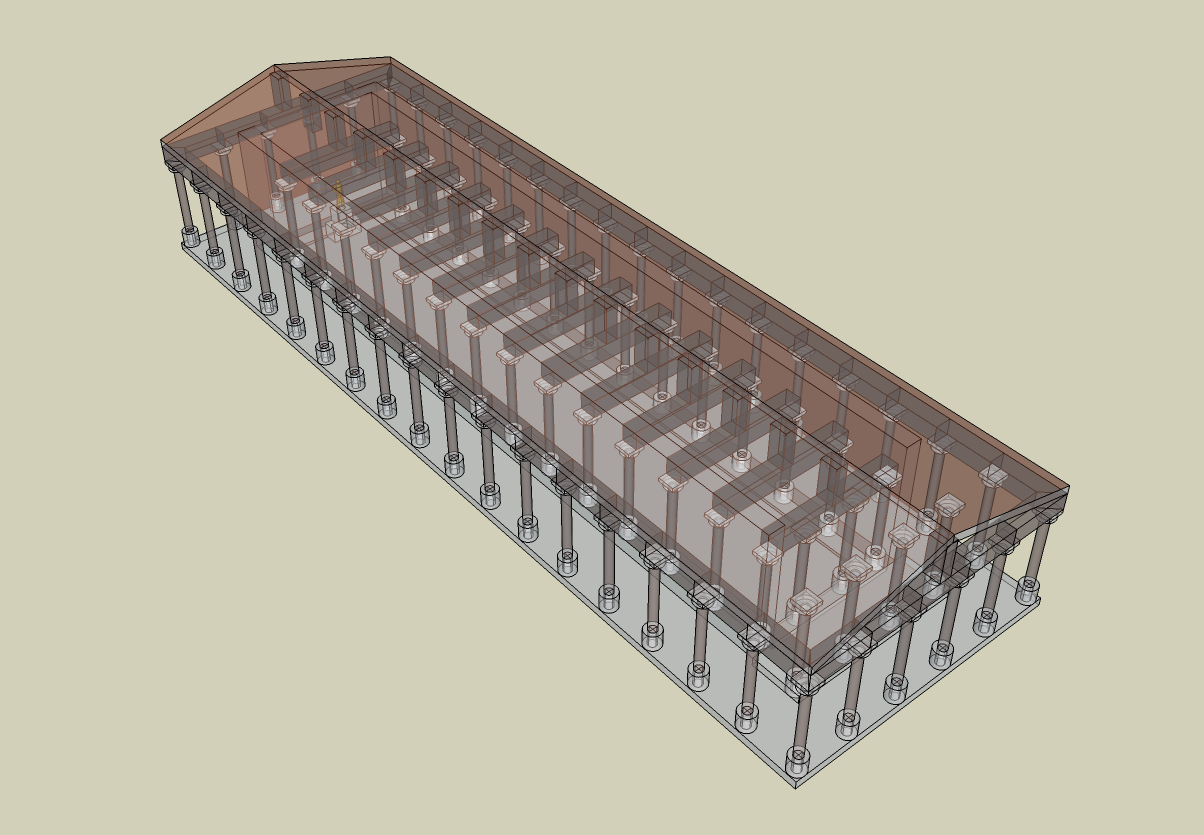
Ricostruzione 3D dell'Heraion di Samo.

Reco (in greco antico: Ῥοῖκος?, Rhôikos; Samo, VII-VI secolo a.C. – VI secolo a.C.) è stato uno scultore, architetto e bronzista greco antico, attivo nella prima metà del VI secolo a.C..

## Biografia
Reco, figlio di Fileo, nacque sull'isola di Samo. Egli appare spesso insieme a Teodoro: nell'antichità era loro attribuita l'applicazione della fusione per realizzare i grandi bronzi. I due architetti progettarono insieme anche il tempio di Era a Samo, distrutto da un incendio nel 530 a.C; Erodoto sottolinea soprattutto il contributo di Reco, al quale si devono probabilmente le soluzioni più innovative qui adottate. Gli erano attribuite varie opere, tra le quali anche una statua raffigurante la Notte, che decorava l'altare di Artemide ad Efeso.